# 帕特里克·艾伦
帕特里克·艾伦，ON GCMG CD KStJ（1951年2月7日—），曾擔任基督復臨安息日會的牧師，自从2009年2月起任牙买加总督。

## 生平
他生于1951年多产的农业地区——波特蘭區，父母为Ferdinand Allen 和 Christina，是家中五个孩子的老四。19岁进入师范学院——Moneague Teacher's College。毕业后在Water Valley All-Age School任教三年。之后于1976年担任Robins Bay Primary School的校长。1978年又担任Hillside Primary School的校长。1980年入读位于美国密歇根州的安得烈大學，获得历史和宗教学位。后来还获得系统理论学（Systematic Theology）的研究生学位。1986年他回到牙买加。
他于2009年2月26日被任命为牙买加总督，是第六任总督，也是第五位牙买加人出任的总督。
他妻子是Patricia Allen，两人有三个孩子：Kurt、 Candice （两人都居住于美国）和 David（居住于牙买加）。